# كول فريم
كول فريم (بالإنجليزية: Cole Frame)‏ هو لاعب كرة قدم أمريكي، ولد في 5 أكتوبر 2002 في ويك فورست في الولايات المتحدة.